# Division du royaume de Géorgie
La division ou la séparation du royaume de Géorgie est une période de l'histoire de la Géorgie qui se situe entre 1490 (date de la dissolution officielle du royaume) et 1810 (date de l'annexion du royaume d'Iméréthie par la Russie). Toutefois, on peut faire remonter la première division de la Géorgie à 1259, quand le roi David VI, dit Narin, fonda, à la suite de la soumission de la Transcaucasie orientale par les Mongols, un royaume indépendant d'Iméréthie, qui durera jusqu'au début du XIXe siècle.
Cette époque est caractérisée par des dissensions familiales, une montée de la puissance des nobles, une domination par les forces musulmanes (Turcs ottomans à l'ouest et Perses séfévides à l'est) et un chaos perpétuel au sein des terres géorgiennes.

## Contexte

Carte du royaume de Géorgie sous Bagrat III.

Au IIIe siècle av. J.-C., un prince quasi-légendaire fonde le royaume d'Ibérie et devient roi, sous le nom de Pharnabaze Ier. L'Ibérie correspond à la Géorgie orientale d'aujourd'hui (la Géorgie occidentale étant occupée par la Colchide) et est de nos jours considérée comme l'ancêtre direct de l'actuel pays. À la suite de plusieurs guerres contre l'Arménie, l'Empire romain et la Perse, l'Ibérie est annexée en 570 par l'Empire sassanide. Après une longue période de chaos et d'instabilité au sein du Karthli (autre nom de l'Ibérie), le monarque Bagrat III d'Abkhazie unifie toute la Géorgie, de la mer Noire à la mer Caspienne, en l'an 1010.
À dater de ce moment, la Géorgie va de conquêtes en conquêtes. Au début du XIIe siècle, une partie du territoire de l'Arménie historique est conquise sur les musulmans par la Géorgie, tandis qu'au XIIIe siècle, la sphère d'influence de l'empire géorgien s'étend de la Crimée jusqu'au milieu de la frontière iraqo-turque actuelle. Mais un ennemi puissant se présente bientôt aux frontières de la Géorgie. En effet, en 1223, les Mongols, menés par Gengis Khan, commencent leur invasion de la Transcaucasie. En avril de cette même année, le roi Georges IV, considéré comme le dernier souverain de l'« âge d'or » de la Géorgie, meurt de ses blessures à la suite d'une bataille contre les Mongols. La Géorgie entame alors une longue et difficile décadence. Bientôt, la reine Rousoudan Ire meurt (évènement généralement daté de 1247) et c'est son fils David VI qui lui succède, avant de finalement être obligé de partager le pouvoir avec son cousin illégitime David VII.

## Séparation de l'Iméréthie
En 1245, à la mort de sa mère, la reine Rousoudan Ire, le roi David VI lui succède. Il règne durant une période chaotique en Géorgie et sous son règne, les Mongols achèvent de réduire le pays à l'état de vassalité. Toutefois, en 1247, à la suite d'un trop long voyage à la cour de Güyük Khan pour se proclamer vassal des Mongols, le roi David est laissé pour mort et la noblesse, en manque d'héritier au trône, proclame le cousin homonyme et illégitime de David comme roi de Géorgie. Un an plus tard, David VI est retrouvé auprès du Khan, qui partage le pouvoir entre les deux David afin d'éviter de futurs problèmes avec la noblesse. Le roi légitime est alors surnommé Narin (le « cadet »), et son co-monarque prend le nom de Oulou (l'« aîné »). Mais David VI Narin refuse de régner dans de telles conditions plus longtemps et se révolte contre son cousin et la puissance mongole, fondant un royaume indépendant composé de la partie occidentale de la Géorgie, l'Iméréthie. Il porte encore le même titre que David VII Oulou et réussit ainsi à créer un royaume géorgien indépendant.
Mais petit à petit, la Géorgie orientale réussit à se libérer de la domination étrangère. Toutefois, sa sœur occidentale refuse de reformer un royaume géorgien unifié, tellement l'idée d'une Géorgie indépendante a laissé place à l'idée d'un royaume d'Iméréthie indépendant. Le roi Georges V le Brillant (roi en Transcaucasie orientale) décide alors de récupérer de force la Géorgie occidentale et s'empare en 1330 de sa capitale, Koutaïssi. Le roi d'Iméréthie, Bagrat Ier, reçoit alors le titre de « duc de Chorapani ».
Toutefois, en 1387, un nouvel envahisseur, Tamerlan, commence à faire des incursions en Géorgie et la noblesse d'Iméréthie, alliée à celle de Trébizonde, se rebelle et prend pour maître Alexandre Ier de Chorapani, qui est proclamé roi. Toutefois, l'indépendance de la Géorgie occidentale n'est jamais reconnue par la Géorgie orientale et en 1443, l'Iméréthie est à nouveau annexée par le royaume de Géorgie. Mais trois ans plus tard, en 1446, le prince Démétrius de Géorgie, fils du roi Alexandre Ier, reçoit en apanage la Géorgie occidentale et, au bout de quelque temps, on lui reconnaît le titre de roi d'Iméréthie.

### Division de l'Iméréthie
Le royaume d'Iméréthie est lui-même rapidement victime des forces centrifuges. Dès 1491 le « Dadian » en Mingrélie et le « Gouriel » en Gourie se proclament princes indépendants et héréditaires. Vers 1665, la famille Chirvachidzé fait de même en Abkhazie, ainsi que les princes Dadechkéliani en Svanétie vers 1750. Aux XVIIe et XVIIIe siècles, les princes de Gourie et de Mingrélie n'hésiteront pas à usurper le trône d'Iméréthie.

## Division de la Géorgie
À la suite de la perte de l'Iméréthie, la Géorgie se dégrada petit-à-petit. À la fin du XIIIe siècle, elle était totalement soumise aux Mongols, tandis qu'entre les XIVe et XVe siècles, les Turcomans commencèrent leurs invasions destructives dans le royaume caucasien. Ainsi, les nouveaux envahisseurs causèrent la perte du semblant de gloire que les Géorgiens avaient au XIVe siècle, pour finalement causer une division du pays. 

### Royaume de Karthli
En 1478, à la mort du roi Bagrat VI, le prince Constantin, qui luttait depuis longtemps pour la possession du royaume de Géorgie, devint monarque, sous le nom de Constantin II. En 1488, dix ans plus tard, dans le but d'assurer sa descendance sur le trône, il associa ses quatre fils David, Georges, Bagrat et Démétrius au trône. Toutefois, malgré les mesures qu'il prit pour tenter de réunifier la Géorgie, il ne contrôlait que la partie centrale du royaume et les deux dernières années de la Géorgie unifiée furent illustrées par les demandes désespérée de Constantin II aux puissances européennes de lui fournir de l'aide contre les musulmans. En effet, sous son règne comme sous les précédents, les Turcs ravageaient et dévastaient le pays. Bientôt, il perdit le contrôle sur l'ouest de la Géorgie, prise par les Ottomans, tandis que l'est ne tarda guère à tomber aux mains des Turcomans. Puis finalement, le roi ne put empêcher la réunion du grand conseil national, dirigé par les plus éminents nobles caucasiens, qui officialisa la dissolution du royaume de Géorgie et la création de trois États géorgiens, le Karthli, la Kakhétie et l'Iméréthie, en 1490.
La même noblesse qui divisa la Géorgie souhaita préserver le roi Constantin II sur le trône de Karthli, qui correspondait à l'antique royaume d'Ibérie. Constantin tenta vainement de reprendre les anciens territoires géorgiens, mais il échoua, tombant toujours sur une défense farouche appuyée par la noblesse musulmane et les Turcs ottomans. Constantin, après avoir fait appel une dernière fois aux monarques espagnols, s'éteignit en 1505 et son fils aîné, David X, lui succéda. Celui-ci fut le premier souverain à porter le titre de roi de Karthli, abandonnant les anciens titres pompeux des monarques géorgiens. Mais au lieu de renforcer et d'agrandir son royaume, il contribua à une nouvelle division interne. En effet, une fois arrivé sur le trône, il tenta de reprendre de force (tout comme son père) la Géorgie orientale. Mais il échoua ridiculement et dut, pour assurer la frontière avec l'ennemi kakh, donner en apanage la région de Moukhrani à son frère cadet, Bagrat Ier. Officiellement, la principauté de Moukhrani était vassale de Tbilissi, mais au fil des siècles, elle acquit une autonomie qui peut être remarquée. Ainsi, quand la Russie annexera le Karthli et la Kakhétie en 1801, des princes géorgiens continuèrent à porter le titre de Prince de Moukhrani.

### Principauté de Samtskhé et de Saathabago
La famille féodale des Jakéli gouvernait héréditairement le Samtské et le Saathabago qui correspond partiellement à l'actuelle province de Samtskhe-Djavakheti avec les titres « duc et connétable de Meschie » depuis le début du XIIIe siècle. À l'époque de l’invasion des Mongols, les ducs Sargis Ier, Béka Ier et Sargis II Jakéli font sécession de 1269 à 1334 et règnent comme vassaux directs des occupants. Du fait de l’action du roi Georges V de Géorgie, dont la mère est une Jakéli, la région retourne ensuite pacifiquement dans le giron du royaume. 
Au XVe siècle, l'ambitieux Qvarqvaré III Jakéli participe activement à l’éclatement du royaume unifié de Géorgie et se proclame indépendant en 1466. Ses descendants fortement soumis à la pression des Ottomans se convertissent à l’islam au début du XVIIe siècle avec Sefar Pacha. Ils continuent de gouverner avec le titre de pacha héréditaire  d’Akhaltsikhé jusqu’à l’annexion à l'Empire ottoman en 1750. La région est ensuite annexée à l'Empire russe en 1829. La population, les Meskhètes, est fortement islamisée à l'époque des princes musulmans.

### Royaume de Kakhétie

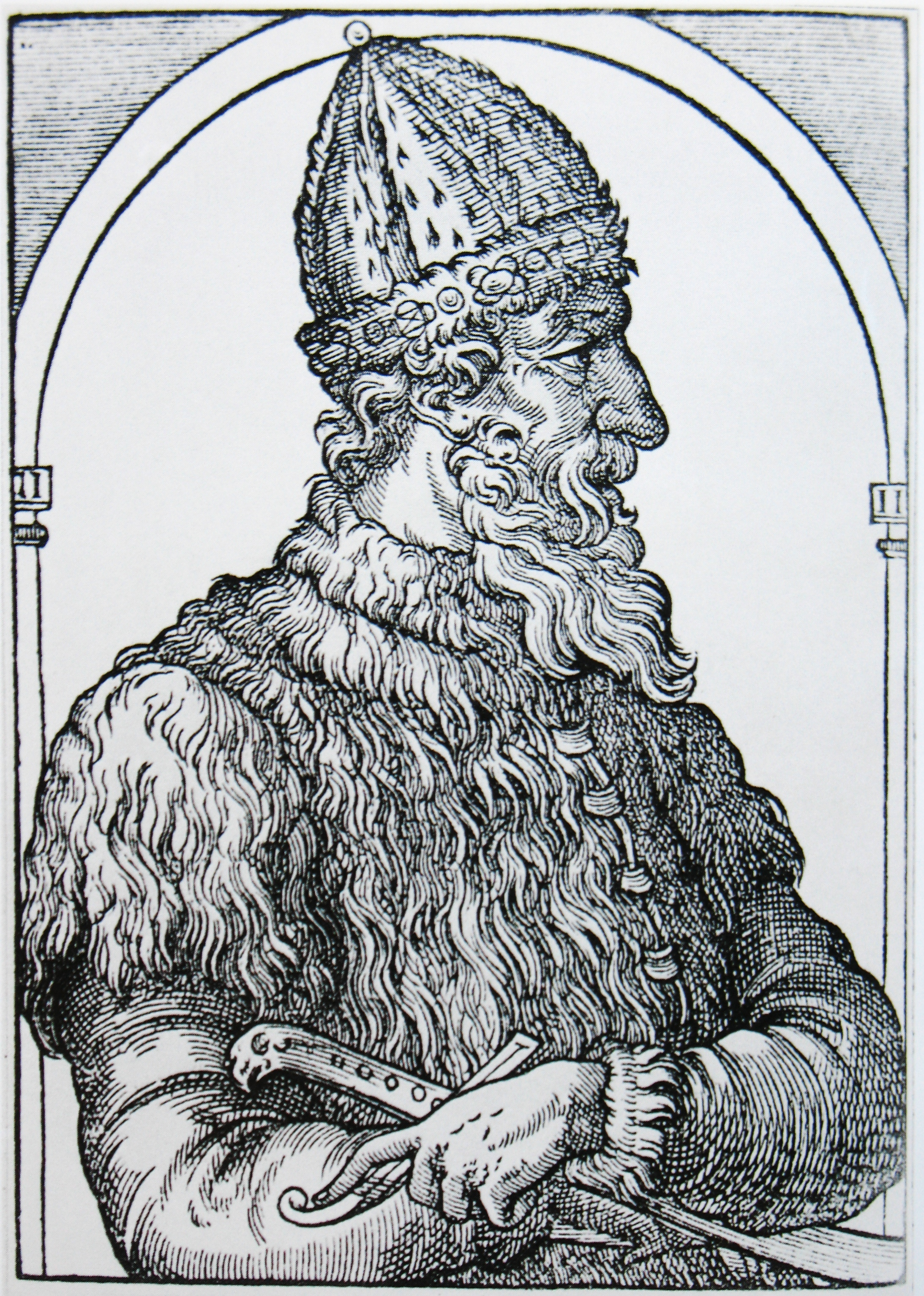
Dans les années 1490, le grand-prince de Moscou Ivan III refusa de venir en aide aux chrétiens de Géorgie.

L'histoire de la Kakhétie peut être considérée comme un mélange de celles de l'Iméréthie et du Karthli. En effet, cette région orientale de la Géorgie avait jadis été le siège d'une principauté puis d'un royaume indépendant. Comme il est dit plus haut, le royaume d'Ibérie avait été annexé par les Perses sassanides en l'an 580. Alors, Adarnassé Ier, le fils et héritier du dernier roi Bakour III, se vit recevoir en fief de la part des envahisseurs la partie orientale de la nouvelle province. Devenu « prince de Kakhétie », il créa une succession héréditaire. Son petit-fils Adarnassé II se rebella contre les Arabes (qui avaient succédé aux Perses entretemps) et se réfugia sous le giron de Byzance. En 787, un noble local, Grigol, se fit proclamer « Prince-évêque » (« chorévêque ») de la région et fonda une monarchie élective, qui dura jusqu'en 893, date à laquelle le prince Kviriké Ier prit le titre de prince héréditaire. À cette date, la principauté de Kakhétie devint indépendante et ne fut soumise à aucun des royaumes voisins, et ce jusqu'en 1010, quand Bagrat III, premier souverain de la Géorgie unifiée occupa la région. Après une brève indépendance entre 1014 et 1029, la Kakhétie fut annexée encore une fois par la Géorgie. Toutefois, après quelques mois, le prince arménien Gagik Bagratouni conquit la Kakhétie et en devint roi. Cette monarchie héréditaire dura jusqu'en 1105, quand le roi géorgien David IV le Reconstructeur prit contrôle définitivement de la région.
L'histoire de la seconde Kakhétie indépendante commence en 1466. À cette date, le roi Georges VIII de Géorgie, qui avait été capturé trois ans plus tôt par le prince Qvarqvaré III Jakéli de Samtskhé lors de la révolte de ce dernier, fut relâché par le nouveau souverain de la province transcaucasienne. L'ancien roi tenta alors de récupérer son royaume qui était tombé dans les mains de son cousin Bagrat VI. Mais il échoua dans ce projet et dut se réfugier dans son fief de Géorgie orientale. Il déclara alors son indépendance vis-à-vis de Tbilissi et tenta de réorganiser le pays. Toutefois, le royaume de Géorgie ne reconnut jamais son indépendance. En 1476, son fils Alexandre Ier lui succéda. Celui-ci se fit reconnaître comme souverain d'une Kakhétie indépendante par les puissances musulmanes qui l'obligèrent à se soumettre à elles en 1477. Tentant alors, grâce à une stratégie diplomatique basée sur le jeu des alliances, de s'allier au royaume chrétien voisin de Géorgie, il ne tarda pas à se faire reconnaître comme monarque, grâce au grand conseil national de 1490. Se posant comme nouveau souverain puissant d'un État géorgien chrétien, il ouvrit des négociations diplomatiques avec la Russie qui commençait à devenir puissante. Mais Moscou ne put rien pour lui et il dut, en 1501, se reconnaître vassal des Perses séfévides.

## Division de l’Église
À l’émiettement politique du royaume de  Géorgie s’ajoute l’effondrement de l’influence du Catholicossat-Patriarcat de toute la Géorgie.
Le Samtskhé amorce le premier un mouvement de séparation de son Église sous Qvarqvaré III Jakéli et Mzétchabouk Ier Jakéli. La Géorgie méridionale s’arrête néanmoins à mi-chemin en proclamant seulement son autonomie ; toutefois l’affaiblissement de l’église qui en résulte ne sera pas sans conséquence sur l’islamisation ultérieure des Meskhètes.
En Géorgie occidentale, le roi Bagrat II d’Iméréthie n’hésite pas à consommer la séparation. La scision s’achève sous l’égide de Michel IV, patriarche orthodoxe d'Antioche de 1454 à 1476, qui élève à la dignité de catholicos d’Abkhazie Joachim, archevêque de Tsaich-Bédia. Soutenu par le roi Bagrat II d’Iméréthie, Michel IV soumet l’église d’Abkhazie à son propre patriarcat et nomme même Joachim « Catholicos de Géorgie ».
La juridiction spirituelle du nouveau Catholicos d'Abkhazie s'est prolongée au-delà du royaume d'Iméréthie aux principautés de Gourie, Mingrélie, Svanétie  et Abkhazie jusqu'à sa suppression en 1814 après l'occupation de l'Iméréthie par l'Empire russe.

## Entre division et réunification

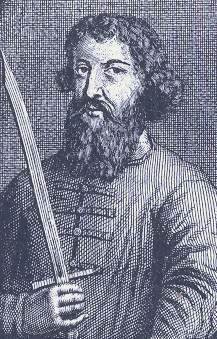
Le prince Artchil Batonichvili servit d'instrument pour l'unification éphémère de la Géorgie au XVIIe siècle.

Mais pendant que les années passaient et que les musulmans envahissaient petit-à-petit les terres géorgiennes, quelques souverains, considérés aujourd'hui comme « patriotes », tentèrent de réunifier l'ancienne Géorgie. Ainsi, dès 1510, le jeune roi David X de Karthli entama un projet de réunification du pays. En 1513, il réussit à vaincre et à capturer le roi de Kakhétie, Georges Ier le Mauvais. Un nouveau royaume unifié mais éphémère fut ainsi créé entre cette année et 1520, quand la noblesse de Géorgie orientale se rebella et vainquit le roi de Karthli. 
Plus tard, au XVIIe siècle, un autre roi géorgien, Teimouraz Ier de Kakhétie, tenta de réunifier la Géorgie. Symbole de la résistance nationale contre les Séfévides, le roi kakh avait été choisi par la noblesse de Karthli comme souverain. Après une guerre contre les Perses, il fut finalement reconnu roi de la Géorgie orientale par les Séfévides en 1625, mais fut privé du Karthli quelques mois plus tard. Redevenu souverain de la Géorgie centrale en 1629, il fut finalement détrôné et relégué en Kakhétie par le shah Séfi Ier, qui accorda au prince géorgien musulman Rostom Khan le Karthli, puis à un gouverneur perse la Kakhétie. Après un exil de trois ans en Iméréthie, Téimouraz revint en force dans son royaume d'origine en 1636. Toutefois, son ancien ennemi Rostom Khan envahit ses domaines et annexa son royaume. Le roi dut retourner en Iméréthie, tandis que la Géorgie orientale fut réunifiée.
Quelques années après, le roi musulman de Karthli, Vakhtang V, réussit à organiser une unification de facto de la Géorgie. En effet, en 1661, il profita du chaos qui régnait en Iméréthie depuis plus d'un an pour envahir la Géorgie occidentale. Il installa sur le trône imère son fils aîné Artchil Ier, qui, à l'âge de 14 ans, se reconnut vassal de son père. Toutefois, les Ottomans, qui avaient reçu lors du partage des sphères d'influence avec la Perse près d'un siècle auparavant l'Iméréthie, considérèrent cet acte comme une déclaration de guerre des Séfévides. Ils firent alors pression sur leurs ennemis orientaux pour rétablir la suzeraineté ottomane sur la Géorgie occidentale. Alors, en 1663, le shah Abbas II fit détrôner le fils de son vassal mais lui offrit en compensation la Kakhétie, vassale de l'Empire perse depuis une trentaine d'années.

Blason du royaume de Karthli-Kakhétie.

À partir de ce moment, l'histoire de la Géorgie orientale ne sera qu'une suite de tentatives de réunification. Plusieurs princes prendront le titre de « roi de Géorgie orientale », mais aucun n'osera s'approprier la faible Iméréthie, qui était sous contrôle ottoman. Finalement, après une longue période de troubles, la Géorgie orientale se retrouva unifiée une bonne fois pour toutes. En 1762, le roi de Kakhétie Héraclius II se retrouva maître de deux royaumes quand son père et suzerain Teimouraz II de Karthlie décéda. Il créa ainsi le « royaume de Karthli-Kakhétie ». La relégation des deux royaumes sujets aux Perses au statut de provinces d'un royaume géorgien unifié garantit l'unification tant recherchée par les monarques (mais empêchée par les nobles et les Perses). Le même souverain créa un royaume puissant, en rejetant la suzeraineté perse et en se rapprochant de ces alliés chrétiens qu'étaient les Russes, en signant le traité de Gueorguievsk en 1783. Le roi mourut en 1798, mais laissa son royaume, se rétablissant des blessures causées par les musulmans au fil des siècles, à son fils Georges XII. Celui-ci mourut après un court règne de deux ans.

## Disparition des États géorgiens
D'une certaine manière, l'histoire de la Géorgie orientale à partir des années 1760 bouleversa l'histoire caucasienne d'un bout à l'autre. En effet, comme il est dit plus haut, le 23 juillet 1783, dans le but de s'éloigner de la politique dominatrice des Perses, le roi Héraclius II, qui régnait dans le royaume nouvellement unifié de Karthli-Kakhétie, signa un traité de protection à Gueorguievsk, à la frontière avec la Ciscaucasie, avec le puissant Empire russe de Catherine II, dite la Grande. Ce traité était censé garantir à la Géorgie orientale une protection totale vis-à-vis des envahisseurs perses, tandis que les Russes se posaient en nouveaux suzerains du royaume. Moscou s'engageait ainsi à assurer la sécurité de la Transcaucasie de l'est et à envoyer les attributs royaux aux monarques de Karthli-Kakhétie. Les Géorgiens, quant à eux, s'engageaient à fournir la Russie en soldats en cas de guerre contre les Perses ou les Turcs. Mais le principal était que la Russie devait s'interdire d'annexer la Géorgie, comme elle pouvait le faire.
Toutefois, la Russie manqua à son engagement et à son traité de protection. À la mort du roi Georges XII, l'empereur Alexandre Ier de Russie n'envoya pas les attributs royaux au prince héritier David. Le 12 septembre 1801, le même empereur signa le manifeste annexant officiellement la Karthli-Kakhétie. Il fit déporter les princes royaux en Russie, avant d'entreprendre la conquête du reste du Caucase. En quelque temps, le « traité de Protection » de 1783 devint le manifeste de la perte de l'indépendance de la Géorgie. En février 1810, l'Empire russe annexa le royaume occidental d'Iméréthie, avant de s'attaquer aux petites principautés indépendantes, la Gourie (1829), la Mingrélie (1857/1867), la Svanétie (1858) et l'Abkhazie (1865).